# Antiguo Jardín Botánico de Marburgo
El Antiguo Jardín Botánico de Marburgo en alemán : Alter Botanischer Garten Marburg, también conocido como Alte Botanische Garten am Pilgrimstein, es un arboreto y jardín botánico históricos, de 3,6 hectáreas de extensión, administrado por la Universidad de Marburgo. 
Está catalogada como "Hessen Baudenkmal", monumento de la herencia cultural de Hesse.

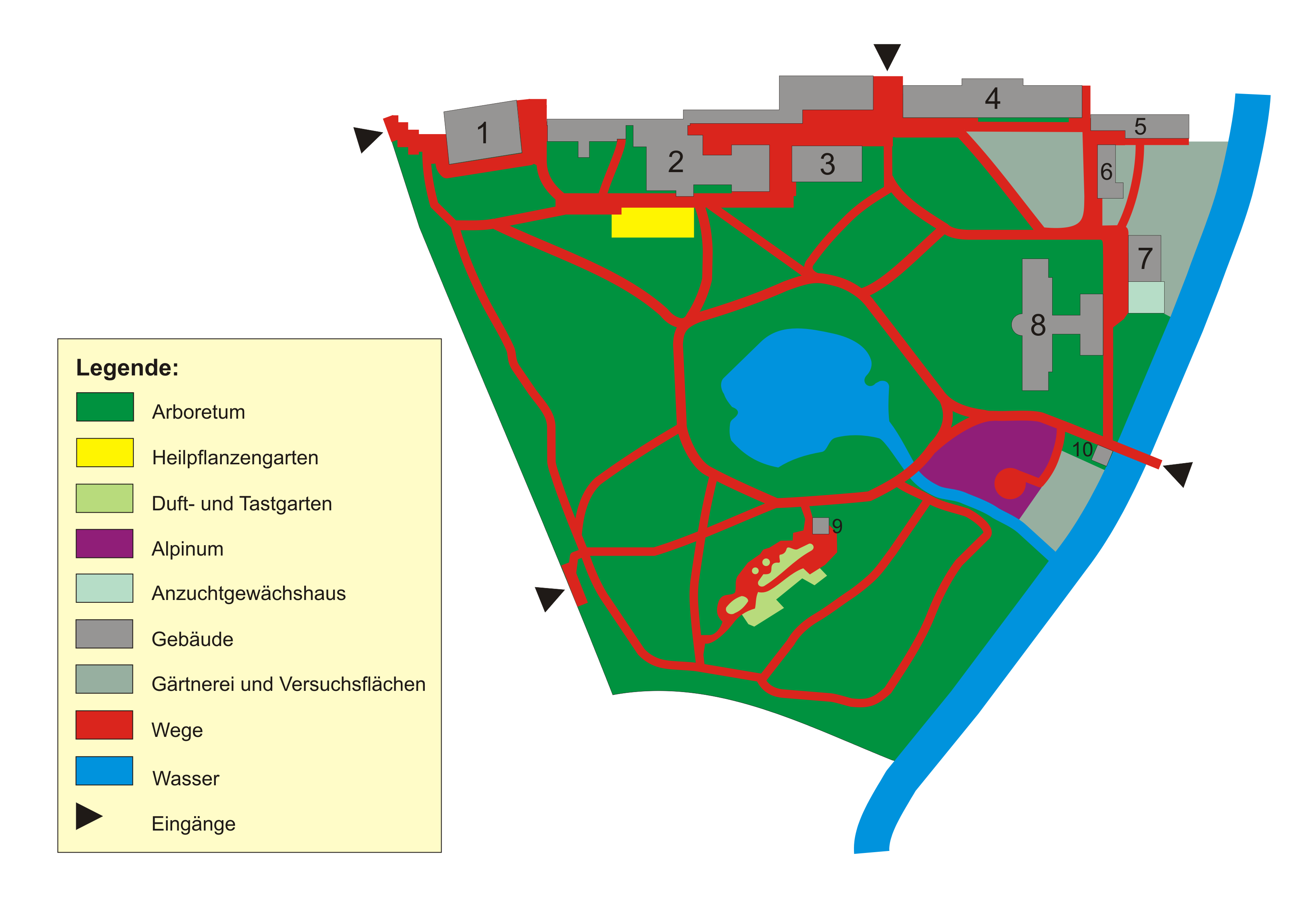
Plano del "Alter Botanischer Garten Marburg".

## Localización
Alter Botanischer Garten Marburg Pilgrimstein 3, Marburg-Marburgo, Hessen-Hesse, Deutschland-Alemania.
Planosy vistas satelitales.50°48′44.57″N 8°46′20.49″E / 50.8123806, 8.7723583
Está abierto a diario y la entrada es gratuita.

## Historia
El primer jardín botánico de Marburgo fue establecido entre 1527 y 1533 cuando el humanista, poeta, médico y botánico Euricius Cordus, considerado como el fundador de la botánica científica en Alemania, creó un jardín botánico privado, del cual poco se sabe hoy. 
En 1786 fue creado un segundo jardín por el profesor Conrad Moench cerca de la "iglesia de Elisabeth". El jardín botánico existente en la actualidad tiene de fecha de inicio 1810 en que Georg Wilhelm Franz Wenderoth (1774-1861) obtuvo el sitio de Jérôme Bonaparte a cambio del jardín anterior de Ketzerbach, que entonces lo convirtió en un jardín estilo inglés para crear una combinación de paisaje y de jardín científico. 
En 1861 el profesor I.W. Albert Wigand (1821-1886) transformó el jardín para adaptarlo con la escuela de Peter Joseph Lenné y Johann Heinrich Gustav Meyer, creando secciones especialmente para los árboles, y entre 1873 y 1875 fue construido en estilo neogótico el Instituto Botánico en Pilgrimstein 4.
En 1977 el jardín botánico de la universidad fue transferido al Neuer Botanischer Garten Marburg, y en 1994 el jardín botánico viejo se convirtió en un monumento cultural registrado.  

## Colecciones
Aunque todavía está administrado por la universidad, actualmente tiene de principal utilidad el ser un parque de disfrute público con :
- Alpinum, son sólo algunas especies de pinos, y rododendros, pero no las plantas alpinas herbáceas más disponible. En cambio, un nuevo y más grande jardín alpino fue construido en Lahnbergen.
- Un importante arboreto de árboles maduros con más de 200 años de edad, incluyendo especímenes de Quercus petraea, Platanus × hispanica, Salix alba, Liriodendron tulipifera, y numerosas coníferas.
- Jardín de plantas medicinales que fue creado gracias a la iniciativa del Instituto de Biología Farmacéutica en la década de 1950, con fines didácticos y de demostración. Actualmente todavía se utiliza en este sentido. Hay cultivos de plantas herbáceas para ver las plantas medicinales más usuales, como Veronica chamaedrys, Aconitum napellus, Potentilla erecta, Ranunculus bulbosus, Verbascum thapsus e Iris germanica.
- "Der Duft- und Tastgarten" (Jardín del olor y el tacto) El jardín de olor y el tacto fue donado en 1982 por la asociación "Marburger Rosenfreunden" (Amigos de las rosas de Marburgo), estas son numerosas, especialmente los cultivares de rosa de fuerte perfume. Esta parte del jardín está especialmente adaptada para los invidentes la gente sabe inmediatamente y plantas de cerca. Los caminos en este jardín están delimitados por una barandilla. Las plantas están en lechos de cultivo de cemento elevados para que las plantas se encuentren a la altura de las personas en silla de ruedas, y también sirven como una barandilla.

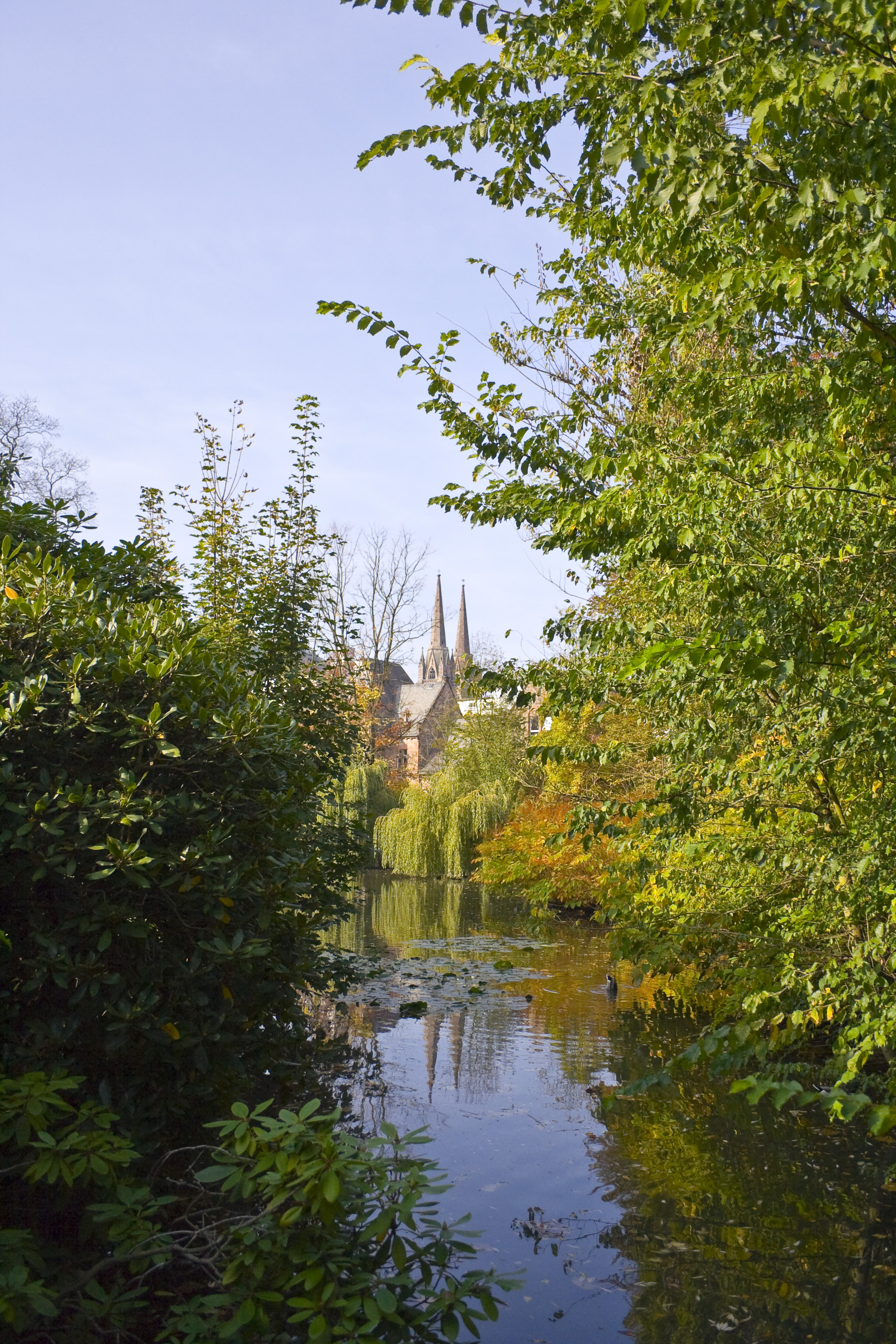
Estanque en el Alter Botanischer Garten Marburg.
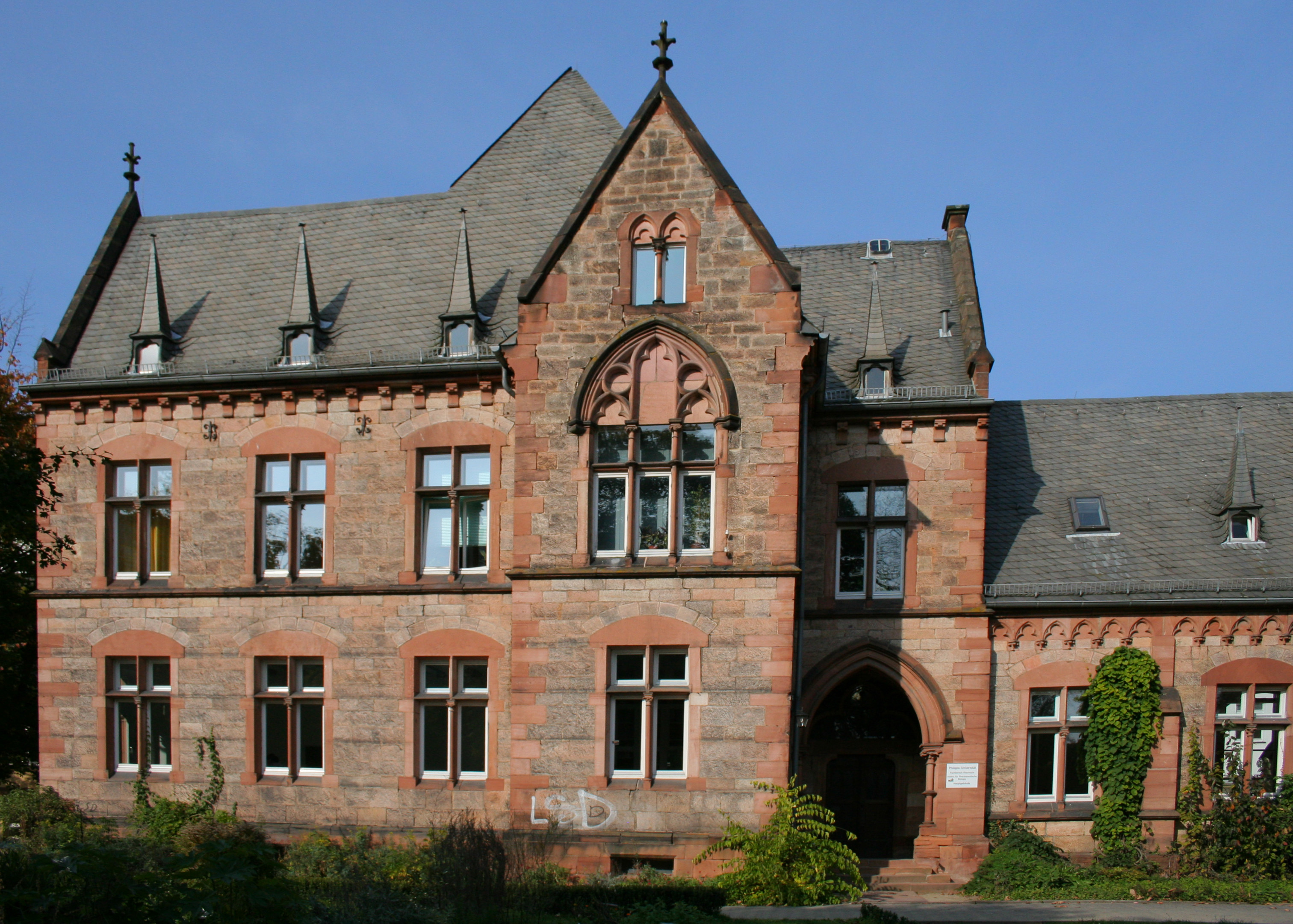
El "Altes Botanisches Institut Marburg".
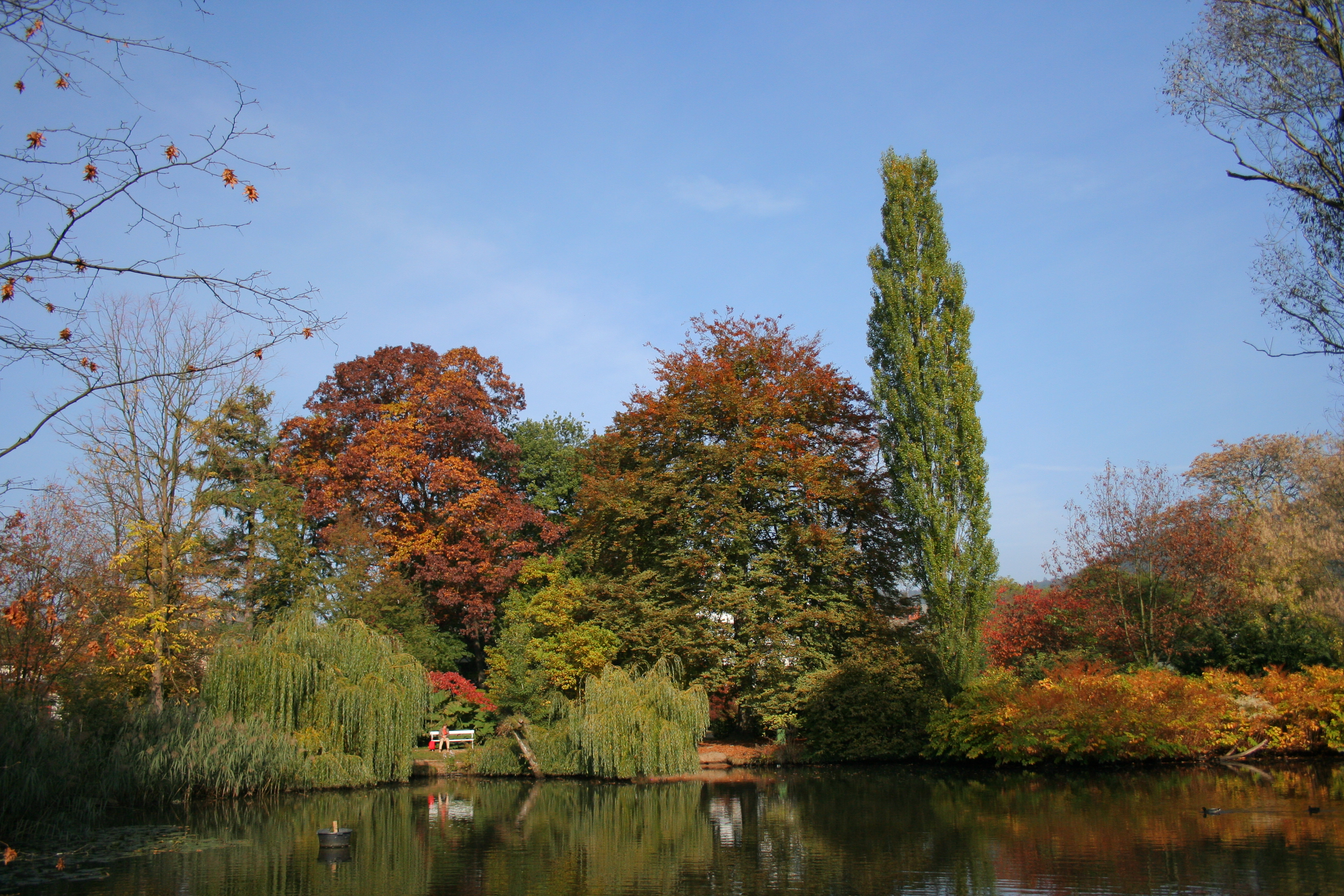
Charca en el Antiguo Jardín Botánico de Marburgo.